# باشگاه فوتبال اینسبوری راورز
باشگاه فوتبال اینسبوری راورز (به انگلیسی: Eynesbury Rovers Football Club) یک باشگاه فوتبال در شهر اینسبوری، کمبریج‌شایر، کشور انگلستان است که در سال ۱۸۹۷ میلادی تأسیس شده‌است.